# Mala Bosna
Mala Bosna (cyr. Мала Босна) – wieś w Serbii, w Wojwodinie, w okręgu północnobackim, w mieście Subotica. W 2011 roku liczyła 1082 mieszkańców.